# Ritratto di cavaliere dell'ordine costantiniano
Il Ritratto di cavaliere dell'ordine costantiniano  conosciuto anche come Ritratto di gentiluomo è un dipinto a olio su tela di Vittore Ghislandi detto Fra Galgario, realizzato nel 1740 circa e conservato nella pinacoteca del Museo Poldi Pezzoli di Milano. Il dipinto, considerato tra i migliori dell'artista, fu realizzato con il solo uso delle dita senza quello dei pennelli.

## Storia
Vittore Ghislandi, conosciuto come Fra Galgario, per aver trascorso molti anni da frate laico, nel Convento del Galgario dove morì nel 1743, per la sua intensa attività di ritrattista è considerato uno dei più importanti e decisivi ritrattisti che ha dato testimonianza di quella che era la nobiltà e l'aristocrazia del Settecento bergamasco. Il dipinto faceva parte della quadreria di Gian Giacomo Poldi Pezzoli, e passata per legato al museo milanese Polti Pezzoli.
Non è possibile risalire al personaggio ritratto non essendoci indicazione che lo possano collegare. Secondo alcuni storici sarebbe riconducibile a Giovan Andrea Comnero morto nel 1702 a Piacenza, o al bergamasco Bartolomeo Odoardo Pighetti ministro dei Farnese a Parigi morto nel 1735 in età avanzata. Serve considerare che l'onorificenza dell'Sacro ordine costantiniano di San Giorgio, era tipicamente asburgica connessa al ducato parmense di Piacenza, lontano da Venezia e quindi porterebbe a identificare un personaggio collegabile con l'attività di Milano del Ghilardi. Difficile quindi identificarne il soggetto.
Il dipinto fu esposto a Firenze nel 1922 nella mostra della pittura italiana del Seicento e Settecento. ILa tela, considerata tra i più importanti lavori dell'artista, era stata eseguita in tarda età quando, forse a causa dei dolori causati dall'artrite, aveva abbandonato l'uso del pennello usando solo le dita per stendere i colori.

## Descrizione
Il dipinto raffigura un uomo a tre quarti volto leggermente a destra che porta sul capo un cappello nero a tricorno bordato di gallone argentato. La marsina è bordata sempre con gallone in argento sia alle falde che alle maniche. Indossa un giustacuore ricamato in argento in seta grigia chiuso in vita con una fusciacca sempre grigia. L'abbigliamento termina con una camicia bianca ed è incravattato con cravatta nera a farfalla. Completa l'abbigliamento una parrucca grigia legata a coda di origine militare, ricorda infatti la capigliatura usata dagli inglesi nei primi anni del XVIII secolo detti «tye wig». Il braccio destro è posto sul fianco mentre in quello sinistra è infilato nella marsina. Un bastone, posto sul lato sinistro del personaggio, evoca il bastone del comando, ma parrebbe usato come bastone da passeggio.

L'abbigliamento conduce quindi a un personaggio dalle sicure origini militari ma che non si comporta più in tale modo anche se mostra sul petto l'onorificenza militare dell'Ordine Costantiniano di San Giorgio, con la conseguente indicazione di essere di fronte a un personaggio storico, anche se non identificabile. Questo rende maggiormente misteriosa l'identità anche se il dipinto è considerato uno dei migliori ritratti dell'artista o come dichiarava il Testori: “il più grande ritratto che la pittura del secolo ci abbia offerto”. L'argento della marsina e del cappello diventano una corazza metallica completa di stemma che vuole solo simbolicamente alludere a un potere ma a cui il soggetto non aspirava più. Infatti è nel volto che traspare il livello sociologico che presenta la decadenza di una certa classe sociale: 
Con la tecnica dell'uso delle dita, lasciando i pennelli, il volto infatti del personaggio presenta le labbra importanti violacee, mentre il volto appare grigio e spento, come spenta è l'espressione degli occhi, affini alle richieste illuministiche presenti in Francia. Un ritratto che riesce a mostrare un'immagine reale di una persona, senza lasciarsi distrarre da quelli che sono i suoi abiti.
I restauri del 1977 evidenziano che l'artista era riuscito a creare un nuovo dipinto su una tela già usata e che raffigurava una persona completamente capovolta, questo ci conferma la capacità pittori dell'artista che aveva ormai raggiunto un'età avanzata.